# Chiesa di San Donato (Benevento)
La chiesa di San Donato si trova nella città di Benevento, nel Rione Fravola, una volta popolato da varie parrocchie, monasteri e chiese. 
La chiesa è a navata unica, su cui si aprono, in ambo i lati, due cappelle con altari a San Nicola, a Sant'Anna, al SS. Rosario.
Nel largo antistante la chiesa sorge una fontana (detta anch'essa della fragola o fravola) a due cannelli.   

## Storia
L'epoca esatta della sua fondazione è oscura. Dal 1198 fino al 1412, fu annoverata tra le parrocchie col nome di Santa Maria dei Sanniti: l'altare cristiano, cioè, doveva custodire la gloria degli antichi padri della città.
Da un manoscritto di mons. Giovanni De Nicastro (1683), conservato nella Biblioteca Arcivescovile Pacca, si legge in merito a ciò:
Il primo restauro della chiesa fu opera dell'arcivescovo Orsini (futuro papa Benedetto XIII) dopo i violenti sismi del 1688 e del 1702. Sempre per suo volere, la parrocchia fu retta dai Padri Crociferi di San Camillo de Lellis che la tennero fino al 1806.
Nei pressi della chiesa ne sorgeva un'altra molto antica, intitolata a San Nicola di Mira, alla quale era annessa anche un convento; se ne poteva ancora vedere traccia prima dei bombardamenti del 1943, durante la seconda guerra mondiale. Anche la chiesa di San Donato ne uscì danneggiata e fu poi restaurata.

## La guarigione dei bambini
Nella chiesa, fino agli inizi del XX secolo, in uno stipo a destra di chi entrava, vi era una grande bilancia, nei cui piatti venivano messi i bambini sofferenti di epilessia o di mal di luna. Secondo una tradizione popolare si diceva che i piccoli ammalati venivano guariti.